# Volume 1 (CKY)
Volume 1 è il primo album in studio del gruppo musicale alternative metal statunitense CKY, pubblicato nel 1999.

## Tracce
1. 96 Quite Bitter Beings – 3:22
2. Rio Bravo – 3:10
3. Disengage the Simulator – 3:03
4. The Human Drive in Hi-Fi – 3:20
5. Lost in a Contraption – 3:23
6. Knee Deep – 3:35
7. My Promiscuous Daughter – 3:17
8. Sara's Mask – 5:01
9. To All of You (include le tracce nascoste Rio Bravo Reprise e Halfway House) – 23:41

## Formazione
- Deron Miller – voce, chitarra, basso
- Chad I. Ginsburg – chitarra, produzione, missaggio
- Jess Margera – batteria